# Habropogon capensis
Habropogon capensis là một loài ruồi trong họ Asilidae. Habropogon capensis được Londt miêu tả năm 1981. Loài này phân bố ở vùng nhiệt đới châu Phi.